# Jürg Federspiel

Jürg Federspiel (1982)

Jürg Federspiel (1982)

Jürg Fortunat Federspiel (* 28. Juni 1931 in Kemptthal, Kanton Zürich; † 12. Januar 2007 in Basel) war ein Schweizer Schriftsteller.

## Leben
Jürg Federspiel wuchs als Sohn des Journalisten Georg Federspiel in Davos auf. Seine ältere Schwester war die Künstlerin Pia Meyer-Federspiel. Er besuchte die Realschule in Basel. Ab 1951 war er als Reporter und Filmkritiker für verschiedene Schweizer Zeitungen tätig und hielt sich längere Zeit in Deutschland, Frankreich, Grossbritannien, Irland und den USA auf. 1967 malte Willi Oppliger (1933–2018) ein Porträt von Federspiel.
Ab Ende der 1970er Jahre lebte er 20 Jahre in einer Beziehung mit der Schriftstellerin Esther Vilar. Zuletzt lebte er abwechselnd in Basel und New York. Er litt jahrelang stark unter Diabetes und der Parkinson-Krankheit.
Federspiels Leiche wurde am 25. Februar 2007 im Stauwehr Märkt bei Weil am Rhein gefunden. Er war seit dem 12. Januar 2007 vermisst worden. Als Todesursache wird Suizid angenommen. Sein Grab befindet sich auf dem Friedhof Wolfgottesacker in Basel.
Das Archiv Federspiels befindet sich im Schweizerischen Literaturarchiv in Bern. Darin sind Typoskripte und Reinschriften zu seinen Erzählungen, Theaterstücken, Hörspielen und einem Fernsehfilm enthalten. Außerdem befinden sich im Archiv Skizzen, Entwürfe und Fragmente zu Romanen. Bei einem Brand im Jahr 1982 wurde jedoch vieles davon vernichtet.
Sein Sohn Maurus Federspiel aus seiner dritten Ehe mit der liechtensteinischen Lehrerin und Autorin Loretta Federspiel-Kieber ist ebenfalls Schriftsteller.

## Werk
Federspiels Werk besteht vorwiegend aus journalistischen Beiträgen und erzählenden Texten. Seine Kurzgeschichten und Romane haben zwar häufig fast dokumentarischen Charakter, verleihen aber, in oft leicht melancholischer Form, auch seiner Vorliebe für das Grauenhafte, Skurrile und Exzentrische Ausdruck. Federspiel gilt in der deutsch-schweizerischen Literatur als Einzelgänger und Sonderfall, der stark durch amerikanische Formen und Kriterien geprägt wurde. Wichtige Einflüsse auf sein Werk sind die amerikanische Short story sowie das Werk des Schweizer Autors Blaise Cendrars.
Federspiels literarische Karriere begann im Jahr 1961 mit der Erscheinung des Erzählbandes Orangen und Tode. Daneben zählte er die Aufzeichnungen Museum des Hasses. Tage in Manhattan (1969), in welchen Tagebuchaufzeichnungen mit fiktionalen, teilweise surreal anmutenden Momenten vermischt werden, Die Ballade von der Typhoid Mary (1982) und der Roman Geographie der Lust (1989) zu seinen wichtigen Werken.

## Auszeichnungen und Ehrungen
- 1959: Stipendium des Staatlichen Literaturkredits Basel
- 1961: Preis der Schweizerischen Schillerstiftung
- 1962: Preis des Kulturkreises im Bundesverband der Deutschen Industrie
- 1965: Georg-Mackensen-Literaturpreis
- 1969: Conrad-Ferdinand-Meyer-Preis
- 1969: Ehrengabe des Kantons Zürich
- 1986: Preis der Schweizerischen Schillerstiftung
- 1986: Schillerpreis der Zürcher Kantonalbank
- 1988: Literaturpreis der Stadt Basel
- 1989: Kunstpreis Zollikon[6]
- 2000: Ehrengabe der Stadt Zürich

## Werke
- Orangen und Tode. München 1961.
- Massaker im Mond. München 1963.
- Der Mann, der Glück brachte. München 1966.
- mit Rainer Brambach: Marco Polos Koffer. Zürich 1968.
- Museum des Hasses. Tage in Manhattan. München 1969.
- Belfridge oder Das Eigentor. Frankfurt am Main 1971.
- Die Märchentante. München 1971.
- Träume aus Plastic. Zürich u. a. 1972.
- Paratuga kehrt zurück. Darmstadt u. a. 1973.
- Orangen vor ihrem Fenster. Berlin 1977.
- Brüderlichkeit. Bühnenmanuskript. Frankfurt am Main 1978.
- Die beste Stadt für Blinde und andere Berichte. Zürich u. a. 1980, ISBN 3-288-02811-5.
- Die Ballade von der Typhoid Mary. Frankfurt am Main 1982, ISBN 3-518-02810-3.
- Wahn und Müll. Zürich 1983, ISBN 3-85791-063-1.
- Die Liebe ist eine Himmelsmacht. Frankfurt am Main 1985, ISBN 3-518-38029-X.
- Kilroy. Stimmen in der Subway. Frauenfeld 1988, ISBN 3-7294-0051-7.
- Geographie der Lust. Frankfurt am Main 1989, ISBN 3-518-39035-X.
- Eine Halbtagsstelle in Pompeji. Frankfurt am Main 1993, ISBN 3-518-40509-8.
- Melancolia Americana. Zürich 1994, ISBN 3-8797-91225-1.
- Plötzlich. Frauenfeld 1994, ISBN 3-7294-0094-0.
- Im Innern der Erde wütet das Nichts. Frauenfeld 2000, ISBN 3-7294-0288-9.
- Mond ohne Zeiger. Frauenfeld 2001, ISBN 3-7294-0312-5.